# نفرین چاکی
نفرین چاکی (انگلیسی: Curse of Chucky) فیلمی در ژانر ترسناک و اسلشر به کارگردانی دن مانچینی است که در سال ۲۰۱۳ منتشر شد. از بازیگران آن می‌توان به آ مارتینز، آلکس وینسنت، براد دوریف، و جنیفر تیلی اشاره کرد.